# USA3000 Airlines
USA3000 Airlines – amerykańska linia lotnicza z siedzibą w Newton Square, w stanie Pensylwania.

## Flota
Airbus A320-200 : 2